# Tenyida per nuament

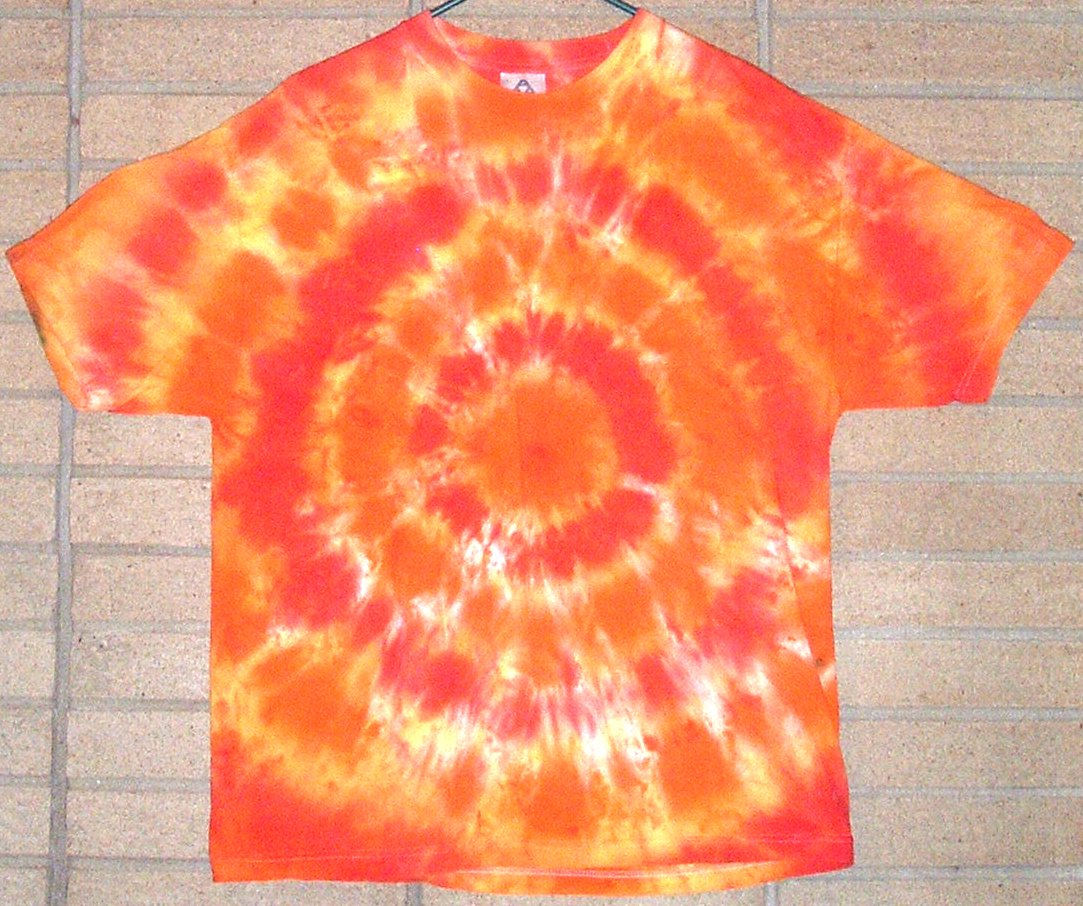
Camiseta tenyida amb la tècnica de la tenyida amb nusos

La tenyida amb nusos, tint amb nusos o tintura amb nusos (en anglès tie-dye), és una tècnica que té segles d'història, però amb aquest nom es coneix de l1920. ençà  
És un procés en el qual es nuen o lliguen els teixits i en acabat es tenyeixen. Aquest procediment se sol fer amb cotó, però perquè la tinta prengui bé s'ha d'usar fibra natural. Es pot usar qualsevol teixit que sigui natural, com ara cotó, lli, seda, cànem, caixmir, jute, etc.
Es pot usar tints o colorants reactius. Els tints funcionen a temperatura ambient calenta, per a això es mescla els tints amb aigua no gaire calenta i fixadors industrials o clorur de sodi per a fixar el tint.

## Història[calcitació]
Els primers escrits provenen de la Xina en el període de la Dinastia Tang (618-907) i en el Període Nara al Japó (710-794) i era conegut com shibori (絞り).
Al Perú es va utilitzar en els temps precolombins, i al Japó i Indonèsia va ser popular a partir del segle viii. La tècnica també va ser utilitzada a Àfrica.

### Arribada als Estats Units
En el segle XX, en els anys 1909 i 1941 ja es coneixen les primeres referències amb el nom tie-dye als Estats Units. En els anys 1920 es van fer coneguts els vestits tie-dye amb degradats, i en la dècada de 1930, després de la gran depressió es van repartir fullets amb informació sobre tie-dye com a manera a bon mercat de renovar la roba.  Durant els anys 1960, el tie-dye va tornar com una moda gràcies al moviment hippie, artistes de l'època com Janis Joplin o Jerry Garcia van fer que fis tan popular que quan es parla de tie-dye va lligat als anys 60 del segle xx,  
Actualment aquesta mena de peces tornen a ser a la moda gràcies a influenciadors i famosos que han començat a tornar a promoure aquest estil.

## Tècniques
Amb tie-dye es poden fer una gran quantitat de patrons i dissenys diferents. Les tècniques més conegudes són el degradat, l'espiral, el cor o els cercles. També s'han tornat a la moda uns pantalons de campana tie-dye gràcies a una celebritat d'internet.